# Тахтамишево
Тахтами́шево (рос. Тахтамышево) — село у складі Томського району Томської області, Росія. Входить до складу Зарічного сільського поселення.

## Населення
Населення — 704 особи (2010; 626 у 2002).
Національний склад (станом на 2002 рік):
- татари — 68 %
- росіяни — 29 %